# Lista de monumentos e lugares do Peru
Esta é uma lista de monumentos e lugares do Peru, parte destes monumentos e lugares foram catalogados pela UNESCO como Patrimônio da Humanidade.
1. Alrededores de Lambayeque
2. Andahuaylillas
3. Ayacucho
4. Barrio Chino[1]
5. Cajamarca
6. Caminos del Inca[2]
7. Cañón del Colca[3]
8. Caral
9. Catedral de Cusco[4]
10. Centro histórico de Arequipa - Patrimônio da Humanidade
11. Centro histórico de Lima - Patrimônio da Humanidade
12. Chinchero
13. Cuélap
14. Cidade de Cuzco - Patrimônio da Humanidade
15. Centro Cívico de Lima
16. El Brujo
17. Estádio Monumental
18. Huaca del Dragón
19. Huacas del Sol y de la Luna
20. Huanchaco
21. Islas Ballestas
22. Kenko
23. Lago Titicaca
24. Laguna de las Momias
25. Linhas e geoglifos de Nazca e Pampas de Jumana - Patrimônio da Humanidade
26. Maras
27. Moray
28. Museo Tumbas Reales de Sipán
29. Ollantaytambo
30. Pachacámac
31. Parque Nacional de Manu - Patrimônio da Humanidade
32. Parque Nacional do Rio Abiseo  - Patrimônio da Humanidade
33. Parque Nacional Huascarán - Patrimônio da Humanidade
34. Paucartambo
35. Petroglifos de Toro Muerto
36. Pongo de Manseriche
37. Písac
38. Puca Pucara
39. Coricancha
40. Reserva Nacional de Paracas
41. Reserva Nacional Tambopata
42. Rio Amazonas
43. Distrito do Rímac
44. Sacsayhuamán
45. Sarcófagos de Carajía
46. Sechin
47. Machu Picchu - Patrimônio da Humanidade
48. Sitio arqueológico de Chavín - Patrimônio da Humanidade
49. Tambomachay
50. Tipón
51. Tres Cruces y Valle de Kosñipata
52. Trujillo
53. Valle Sagrado de los Incas
54. Yanahuara
55. Zona arqueológica de Chan Chan - Patrimônio da Humanidade